# Mullaitivu
Mullaitivu är en stad i Nordprvinsen på Sri Lanka med 37 339 invånare (2009).
Under sin offensiv i de sista stadierna av inbördeskriget erövrade Sri Lankas armé den 25 januari 2009 Mullaitivu, som Tamilska tigrarna förut hade hållit.
Förutom av inbördeskriget drabbades Mullaitivu hårt av  tsunamikatastrofen den 26 december 2004.
En stor del av staden förstördes och totalt 3000 människor dödades i Mullaitivudistriktet.